# Stuardomyia crassiseta
Stuardomyia crassiseta là một loài ruồi trong họ Tachinidae.